# Новинка (Кадуйский район)
Новинка — деревня в Кадуйском районе Вологодской области.
Входит в состав Никольского сельского поселения (до 2015 года входила в Андроновское сельское поселение), с точки зрения административно-территориального деления — в Андроновский сельсовет.
Расстояние по автодороге до районного центра Кадуя — 39,5 км, до центра сельсовета деревни Андроново — 1,5 км. Ближайшие населённые пункты — Андроново, Мартюхино, Панюково, Семенская, Фаленская.
По переписи 2002 года население — 20 человек (7 мужчин, 13 женщин). Всё население — русские.